# Giuseppe Valentini

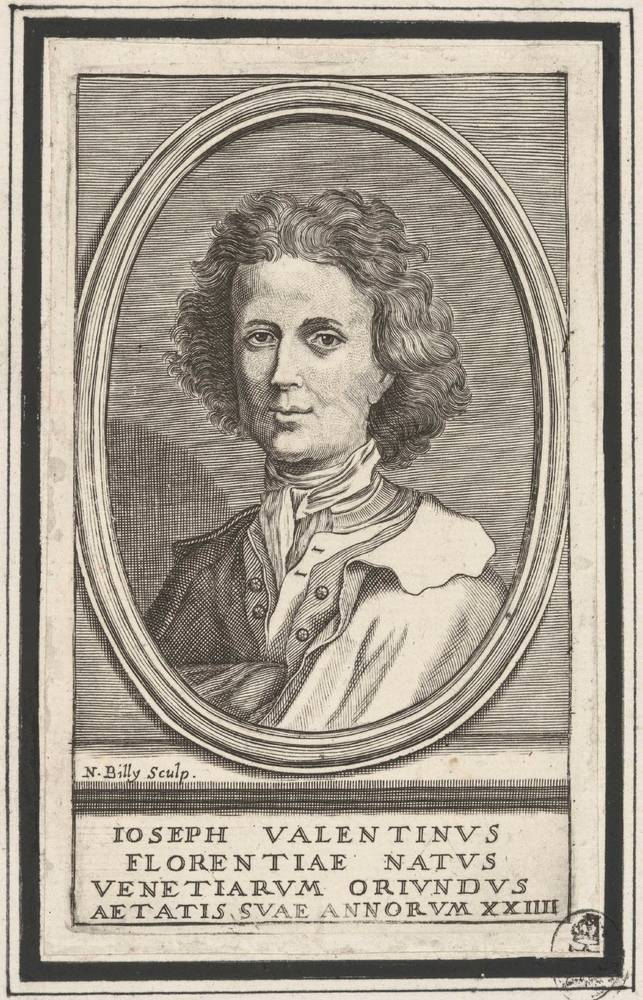
Giuseppe Valentini

Giuseppe Valentini (14 december 1681 - november 1753) was een Italiaanse componist van barokmuziek. Hij is vooral bekend geworden als componist van instrumentale vioolmuziek. Ook was hij dichter en schilder.  

## Levensloop
Valentini was een typisch product van de Romeinse school. Hij studeerde onder Giovanni Battista Bononcini in Rome tussen 1692 en 1697. In de periode 1710 tot 1727 was hij als "Suonator di Violino, e Componitore di Musica" werkzaam aan de Michelangelo Caetani. Hij slaagde er net als zijn grote voorbeeld Arcangelo Corelli in directeur te worden van het Concertino van S Luigi dei Francesi. 
Tijdens zijn leven werd zijn werk overschaduwd door het werk van Antonio Vivaldi, Giovanni Mossi, Arcangelo Corelli en Pietro Locatelli. Toch is zijn bijdrage aan de Italiaanse barokmuziek groot geweest. Veel van zijn werk werd gepubliceerd in heel Europa.

## Composities
Hieronder een selectie van Valentini's werken:

### Instrumentaal
- op.1: 12 Sinfonie, A tre, cioè due Violini e Violoncello, col Basso per l'Organo (met Sinfonia a tre per il santissimo Natale Nr. 12) (1701)
- op.2: 7 Bizzarie per camera voor 2 violen, altviool en basso continuo (1703)
- op.3: 12 Fantasie musicali voor 2 violen en bas (1706)
- op.4: 7 Idee per camera voor viool en basso continuo (1706)
- op.5: 12 Triosonates (Villeggiature armoniche) (1707)
- op.6: - ongepubliceerd
- op.7: 7 Concerto a Quattro Violini (Concerti grossi) (1710)
- op.8: 12 Allettamenti per camera a violino, e violoncello, o cembalo (1714)
- op.9-14: - ongepubliceerd (aangekondigd in het voorwoord bij op. 8)
  - op. 9: 10 Concerti grossi (Amsterdam, 1724)
- op.??: 7 Concerten voor 2 violen, 2 hoorns (Trombe da caccia) en basso continuo (manuscript in Deense Koninklijke Bibliotheek)

### Opera
- La finta rapita (1714 Cisterna)
- La costanza in amore (1715 Cisterna)

### Oratoria
- Cantata per la natività della Beatissima Vergine (Son l'origine di tutti) (1723 Rome)
- Cantata in lode di Benedetto XIII (Amica e cara fede) (1724 Rome)